# Чеганлы (Оренбургская область)
Чеганлы (тат. Чаганлы) — деревня в Абдулинском районе Оренбургской области. Административный центр Чеганлинского сельсовета. В деревне числится 7 улиц.

## География
Деревня располагается на берегу реки Ик в месте впадения в неё реки Инеш. С запада к деревне примыкает федеральная автодорога Р-239. Находится в 24 км к северу от районного центра — города Абдулино, и в 257 км к северо-западу от Оренбурга. Высота центра селения над уровнем моря — 150 м.

## Название
По одной из версий название происходит от наименования деревни Чеганлы Тамак, которая располагалась в Саранском уезде, из которой пришли первопоселенцы. Согласно второй версии, название деревни происходит от татарского слова чаган — клён, так как вдоль оврага, где первопоселенцы основали поселение, росло много клёнов.

## История
Деревня была основана в 1748 году мишарями и тептярями. Согласно легенде мишари пришли из Саранского, а тептяри из Бугульминского уездов.

## Население
| 2010 |
| ---- |
| 502  |